# Koszmosz–936
A Koszmosz–936 (oroszul: Космос 936) a szovjet Koszmosz műhold-sorozat tagja.

## Küldetés
1977. augusztus 3-án indították pályára, fedélzetén szovjet, csehszlovák, francia, amerikai és magyar biológiai objektumokat helyeztek el. A Koszmosz–782 kutatási programját folytatta.
Általános feladata biológiai kísérletek végzése. A csatlakozó magyar kísérlet különféle gyógyszeralapanyagok vizsgálata. A 30 kísérleti fehér patkányból 10-et a fedélzeti centrifugában helyeztek el. A műholdon rovarok, mikroorganizmusok, sejttenyészetek mellett magasabb rendű növények (fenyő, kukorica) magvait csíráztatták.

## Jellemzői
A sugárbiológiai és fizikai kísérletekkel kapcsolatban első alkalommal próbálták ki egy űreszköz aktív sugárvédelmét. Az űreszköz körül mesterséges elektrosztatikus teret létesítettek, amely a kozmikus sugárzás részecskéit eltérítette, és azok nem hatolhattak be az űrhajó belsejébe. 19 napos űrrepülés után épségben tért vissza a Földre.